# قول من
قول من (به انگلیسی: My Promise) که در آمریکای شمالی با نام بی رحم (به انگلیسی: No Mercy) اولین آلبوم گروه نو مرسی است. این آلبوم موفق‌ترین کار این گروه بوده‌است و چهار آهنگ این گروه که در جدول ۱۰۰ آهنگ برتر جای گرفته متعلق به این آلبوم است.